# Helgafell (mitología)
Helgafell o Helgafjell (del nórdico antiguo: montaña sagrada), en la mitología nórdica es uno de los lugares donde se dirigían los espíritus de los difuntos que habían vivido una vida digna y correcta. Helgafell no se considera un mal lugar, según antiguas citas era un espacio exento de violencia, básicamente un retiro confortable para la eternidad. Como las mujeres no iban al Valhalla ni a Fólkvangr, y su destino tras la muerte no se aclara en las fuentes literarias nórdicas que han sobrevivido, se especula que posiblemente Helgafjell era uno de los destinos para ellas según la antigua religión, un lugar apacible donde transcurría la eternidad conversando y bebiendo apaciblemente.
En la saga Eyrbyggja aparece un lugar llamado Helgafell, en la península de Snæfellsnes, que probablemente deriva del lugar de reposo para los honestos difuntos, y en la práctica resume un lugar donde los antiguos colonos vikingos de aquella región de Islandia enterraban a sus muertos y que consideraban tierra sagrada. El nombre y lugar lo eligió Þórólfur Mostrarskegg, un devoto pagano del culto a Thor. La tradición menciona que el lugar era tan sagrado que quienes se atrevían a mirar en dirección hacia Helgafell, debían lavarse primero la cara y manos.